# Пшигуже
Пшигуже (пол. Przygórze, нім. Köpprich) — село в Польщі, у гміні Нова Руда Клодзького повіту Нижньосілезького воєводства.
Населення — 743 особи (2011).
У 1975-1998 роках село належало до Валбжиського воєводства.

## Демографія
Демографічна структура станом на 31 березня 2011 року:
|          | Загалом | Допрацездатний вік | Працездатний вік | Постпрацездатний вік |
| -------- | ------- | ------------------ | ---------------- | -------------------- |
| Чоловіки | 375     | 70                 | 273              | 32                   |
| Жінки    | 368     | 60                 | 218              | 90                   |
| Разом    | 743     | 130                | 491              | 122                  |